# 般若村
般若村（はんにゃむら）は、かつて富山県東礪波郡にあった村。現在の砺波市東部の般若地区である。村名は中世の般若野荘の荘域にあったことから名付けられた。

## 沿革
- 1889年（明治22年）4月1日 - 町村制の施行により、礪波郡頼成村、安川村、安川新村、徳万村、徳万新村、三合新村、栃上新村、栃上又新村及び市成新村の区域をもって、礪波郡般若村が発足する。
- 1896年（明治29年）3月29日 - 郡制の施行のため、礪波郡が分割して、東礪波郡が発足により、東礪波郡に所属となる。
- 1954年（昭和29年）3月1日 - 東礪波郡砺波町に編入する。